# Sieyic
Sieyic es la cabecera de la comarca Naso Tjër Di, República de Panamá; también es el asiento del rey de los indígenas naso. Fue fundado el 4 de diciembre de 2020, segregado del distrito de Changuinola. Se ubica a las orillas del río Teribe.